# Iris pitcheri
Iris pitcheri är en bönsyrseart som beskrevs av Johann Heinrich Kaltenbach 1982. Iris pitcheri ingår i släktet Iris och familjen Tarachodidae. Inga underarter finns listade i Catalogue of Life.